# Happy Feet Two
Happy Feet Two (Happy Feet 2 en España y Happy Feet 2: El Pingüino en Hispanoamérica) es una película de animación por ordenador, dirigida por George Miller, continuación de Happy Feet. Fue producida por Animal Logic Films en Santa Mónica, California, y el Dr. D. Estudios en Sídney, Australia. Tuvo su premier en el norte de los cines estadounidenses el 18 de noviembre de 2011 en RealD 3D y IMAX 3D. 
La película se estrenó con un corto de Looney Tunes llamado "I tawt I taw a puddy tat" (Parece que hay un lindo gatito por ahí). La película está dedicada en memoria de Steve Irwin y Brittany Murphy.

## Argumento
Happy Feet 2 es la secuela de la película de animación ganadora del Óscar, que retorna a la Antártida y esta vez en 3D.
Después de los acontecimientos de la primera película, Erik, el hijo de los pingüinos Mumble y Gloria, se resiste a tratar de bailar como la mayoría de los pingüinos en el Territorio Emperador. El primer intento de Erik de bailar hace que se resbale y lo hace sentir muy avergonzado y además marginado del resto de los pingüinos. Erik y sus dos amigos Boadicia y Atticus deciden seguir a Ramón al Territorio Adelia. A su regreso, Ramón se entera de que el territorio Adelia ha sido gobernado por alguien parecido a un "dios pingüino", que es en realidad un frailecillo, llamado el Poderoso Sven. Sven es el último de su especie que sobrevivió a la muerte por su capacidad de volar. Erik al instante se emociona con Sven, por lo que tiene un gusto por él. Sven y Amoroso cuentan la historia de El Poderoso Sven, quien fue rescatado por un barco ruso y rehabilitado junto con Amoroso, después de un gran derrame de petróleo crudo, los tripulantes del barco le tienen cierto afecto a ambos por métodos de estudio. Una noche, Sven descubre a un grupo de humanos que los salvó que estaban cocinando y comiendo carne de pollo. Pensando que los humanos tenían la intención de comérselo, huye del barco con Amoroso. Los dos terminan en la costa de la Antártida, donde Sven realiza su primer milagro, al revelar el musgo para los pingüinos locales. Ramón acusa a Sven de ser un fraude y un ídolo falso, hasta que Sven usa su poder de "sventalizar" para ayudar a encontrarle una compañera a Ramón (lo cual fue en realidad una coincidencia la aparición de Carmen). Ramón inmediatamente se enamora de Carmen, otra pingüino Adelia, que no muestra ningún interés en él. Mumble sigue las huellas de los pingüinos al Territorio Adelia y les ordena volver al Territorio Emperador, pero se niegan. Sven convence a Erik de que le haga caso a su padre porque lo envía de vuelta al Territorio Emperador con Mumble.
Mientras tanto, un grupo de kril están en medio de un enjambre. Will es un aventurero y existencialista kril decidido a descubrir qué hay más allá del enjambre de kril. Su amigo, Bill, de mala gana lo sigue para garantizar su seguridad. Una vez separado de la multitud, Will y Bill se dan cuenta de que los kril se encuentran en la parte inferior de la cadena alimentaria, creados para ser comidos. Inspirado, Will se aventura a evolucionar y "ascender en la cadena alimentaria", comer una criatura real en lugar de ser comido.
Mientras tanto, Mumble le dice a Erik que es único en el mundo y que algún día encontraría su vocación, pero Erik rechaza sus consejos. Mientras trataba de cruzar un puente de hielo peligroso, los pingüinos se encuentran con Bryan, el Amo de la Playa y sus dos hijos pequeños, que se niega a dejar pasar a los pingüinos. De repente el hielo se rompe y Bryan cae al fondo de una grieta dejándolo atrapado debajo del hielo. Mumble se emprende una búsqueda para liberar a Bryan, Mumble decide buscar una foca leopardo que estaba durmiendo para que lo persiga hacia abajo. Desconocido para ellos, Bill tratará de comer a una criatura con una cara, por lo que al morder a la foca antes mencionada lo despierta. Durante la persecución, Mumble se las arregla para utilizar a la foca leopardo para romper el muro de hielo entre Bryan y el mar, salvando su vida. Buscando la aceptación de Erik, Mumble se desalienta al saber que Erik atribuye su hazaña de valentía por "sventalizar", una motivación falsa hecha por Sven de lograr lo que uno desea con desear que suceda. Bryan el Elefante Marino regresa a la playa, pero no sin antes agradecerle a Mumble y prometer devolverle el favor a él en cualquier momento.
Cuando los pingüinos emperador regresa al territorio se sorprenden al descubrir que un gran iceberg ha bloqueado la salida del territorio, dejando atrapados a toda la población de pingüinos emperador por debajo de grandes paredes de hielo. Boadicia se aventura al Territorio Adelia para reclutar la ayuda de Ramón, sus amigos y los pingüinos de Adelia para traer pescado para los pingüinos emperador atrapados y hambrientos. Mientras tanto, Mumble, Erik y Atticus pescan suministros escasos de pescado para los pingüinos atrapados. Erik intenta entregarle un pescado a Gloria volando y lanzándose casi a sí mismo al borde del iceberg. Mumble regaña a Erik por sus creencias, diciéndole que no hay pingüinos que pueden volar y que ninguno de los Pingüinos Emperador será capaz de escapar. Una vez que Erik se da cuenta de que todo el territorio está destinado a morir, empieza a desesperarse y a tener un enorme temor. Gloria envía a Mumble a pescar más peces (para que no empeorara más las cosas) para calmar a Erik y al resto de la histérica población a través del canto. En el proceso, Bill se inspiró para crear otro enjambre de kril pero Will se niega, prefiriendo adherirse a su estilo de vida del nuevo depredador.
A la mañana siguiente, una gran bandada de gaviotas atacan a los atrapados pingüinos emperador. Noah el Líder anima a los pingüinos para hacer frente a las aves a través de la perseverancia y la unidad. Cuando toda esperanza parece perdida, Boadicia regresa con todos los pingüinos del Territorio Adelia, dirigido por Sven, para ayudar a los pingüinos emperador atrapado. Sven orquesta un esfuerzo cooperativo para alimentar a los pingüinos emperador atrapados a través de la caza y traer de vuelta un flujo de peces desde el mar. Mientras tanto, Will se pone cada vez más agitado por el comportamiento de Bill y lo deja en el enjambre de Adelias pescando para unirse a los "depredadores". En el proceso un pez lo atrapa y este mismo es transportado por Sven y hacia abajo al territorio atrapado.
Los pingüinos Adelia reconocen el mismo barco ruso que salvó a Sven y a Amoroso. Sven, temiendo por su vida, huye y se esconde de los seres humanos. Amoroso, mientras tanto, nada hasta la punta de un iceberg y baila para atraer la atención del barco. El éxito conduce a los seres humanos de vuelta al territorio emperador, donde comienzan a hacer un camino por el lado del iceberg a la libertad. A medio camino a través del esfuerzo, una gran tormenta de nieve obliga a los pingüinos a acurrucarse y a los seres humanos a huir. A la mañana siguiente, Sven informa que el mar se ha congelado de manera significativa y que no hay ninguna posibilidad de que vuelvan los humanos ni que los pingüinos Adelia transporten más alimentos debido a tanta distancia. Las tensiones surgen en los pingüinos emperador hasta llegar a la frenética por la falta de alimentos y empezaron a lanzarse al aire y "volar" para salir de la grieta. Erik insta a Sven para que le enseñe a los pingüinos a volar, pero no revela su verdadera naturaleza. Sven no es un pingüino en absoluto, sino un frailecillo - y los frailecillos pueden volar. Él admite que después de la pérdida de Sventia, se sentía solo y aprendió a amar a los pingüinos quienes lo aceptaron como una familia. Abatido, Sven se va volando. Mumble, después de ver caer la nieve en una grieta entre los trozos de iceberg, comienza a bailar en el hielo y a guiar a los pingüinos Adelia en una danza fuerte de nieve en el hielo con lo que lo debilitan. El plan funciona bien hasta que varios trozos se desprenden, el romper del hielo envío de una gran parte de los pingüinos de Adelia a la grieta quedando atrapados con los emperador. En un intento por salvar a Erik de la caída en picado sobre el borde, Mumble se lastima la pata (porque se le había atorado en una pequeña grieta en el hielo) y ya no es capaz de bailar y guiar a los Adelia en esa condición. Ramón se da cuenta de que Carmen se encuentra atrapada abajo y, arriesgando su propia vida, salta del iceberg para estar con ella. Como él le confiesa su amor a ella, ella inmediatamente se enamora de él.
Sven se da cuenta de la danza y demuestra a sí mismo como un bailarín digno a pesar de las protestas públicas contra él. Dirige el resto de los pingüinos Adelia en la danza, mientras que Erik y Mumble se arriesgan para ir a la playa de los elefantes marinos.
Mientras tanto, Will, cansado de los peligros que vive como un depredador en la superficie, se va de nuevo al mar en busca de Bill, pero no antes sin experimentar el baile de los pingüinos. Él de repente es succionado por una grieta en el hielo que lo conduce al mar debajo del territorio. Se reúne con Bill y su enjambre, que le dicen que tiene el propósito de cambiar el mundo y la evolución de la nube. Una vez que Bill le dijo a la multitud de su posición en la cadena alimentaria y de sus vidas como herbívoros puros, le siguieron a la seguridad de los hielos inaccesibles por debajo del territorio emperador.
Mumble y Erik llegan a la playa de los elefantes marinos, donde Bryan se encuentra en medio de una lucha de predominio entre otro macho de gran tamaño. Mumble les pide ayuda a los elefantes marinos para ayudar a los pingüinos emperador a ser libres. Bryan, inicialmente reacios a devolver un favor en un momento tan crucial del año, se vuelve agresivo y amenaza a Mumble de que "se vaya de la playa o se volvería carnívoro con antojo de pingüino". Erik, nervioso por la falta de honor y respeto por parte de Bryan, canta una ópera improvisada, en conmemoración a Mumble reconociéndolo como su héroe por sus actos de valentía y reprende a Bryan por su falta de compasión y gratitud hacia él. Después de eso, Erik corre y abraza a Mumble aceptándolo como su inspiración. Tocados por la canción de Erik, los elefantes marinos emprenden el viaje al territorio emperador para liberar a los pingüinos. Los pingüinos y las focas comienzan a golpear el hielo al mismo tiempo, unidos por los kril que están debajo del hielo (sin que ellos lo supieran). Por último, el iceberg se desmorona lo suficiente para que los pingüinos emperador puedan salir de la grieta y al final se reunieron todos con sus familias.

## Personajes
- Mumble: Es el pingüino emperador bailarín y protagonista; es el esposo de Gloria y padre de Erik. Durante la película cree que no ejerce un buen papel paterno. Tiene celos de Sven cuando Erik empieza a admirarlo. Tiene los ojos azules y una pajarita negra en su pelaje el cual sigue siendo el mismo que cuando era pequeño, es decir, todavía no ha cambiado el pelaje como todos los demás.
- Erik: Es el hijo de Mumble y Gloria; es el protagonista junto con su padre. Su sueño era poder volar. Admira a Sven por ello.
- Ramón: Es un pingüino de Adelaida, es el camarada de Mumble, pero se va del territorio Emperador cuando le va pésimo con las chicas. Se enamora perdidamente de Carmen, o "mi negra" como le dice él, por accidente, al intentar probar que la teoría de Sven, sobre como conseguir lo que deseas, no funcionaba. Pasa la mayor parte de la película tratando de conquistarla, mientras la sigue a todos lados.
- Amoroso: Es el ex-guru del territorio Adelia y es el camarada de Sven. Fue salvado de morir ahogado en petróleo por los "alíenigenas", quienes le dieron un abrigo de lana colorido, y así conoció a Sven.
- Gloria: Es la esposa de Mumble y madre de Erik. Queda atrapada junto a los demás.
- Will: Es un kril que busca ascender en la cadena alimenticia para evolucionar en canívoro; no quiere estar con el grupo porque piensa que él es diferente. Parece no darse cuenta del peligro en que se pone el mismo y a Bill.
- Bill: Es un kril y mejor amigo de Will. Él se preocupa de Will cuando abandona al grupo, por eso lo acompaña para cuidarlo de que no sea devorado por los depredadores. El banco de kril lo encuentra cuando estaba a punto de morir y les enseñan a estos cómo es el mundo y sobre sus peligros.
- Boadicia (Odisea, en algunos países de Hispanoamérica): Es la hija de Mrs Viola y amiga de Erik. Apodada "Bo", es energética y muy atlética, caminando, corriendo y hablando más rápido que los demás.
- Atticus: Es el hijo de Seymour y amigo de Erik. Es el más grande de tamaño, en comparación con Boadicia y Erick.
- Sven: Es un "pingüino" volador único de su especie (en realidad es un Frailecillo) y el ídolo del territorio Adelia, héroe de Erik. Su hogar fue destruido, al parecer por el calentamiento global, y él fue el único sobreviviente. "Luchó" contra osos polares y fue rescatado por los "alienígenas" antes de morir. Tiene la parte superior del pico sellada con ganchos, debido a una herida en el mismo. Cada vez que ríe desprende una burbuja, aparentemente e involuntariamente.
- Carmen: Es una pingüino de Adelaida muy atractiva de la cual Ramón se enamora cuando la ve por primera vez. Tiene un grupo de amigas que critican negativamente a Ramón todo el tiempo.
- Néstor, Lombardo, Raúl y Rinaldo: Son los amigos de Ramón y también sus camaradas.
- Bryan: Una foca elefante (Mirounga leonina) de mal carácter que nunca retrocede ni rechaza una pelea. Es el amo de la playa y quien mantiene el orden en la multitud. Odia que le den órdenes y tiene dos hijos. Le debía un favor a Mumble, por haberlo salvado.
- Shain y Darrel: Son 2 focas elefante e hijos de Bryan. Su padre les enseña a luchar, mientras él está en plena batalla, para que ellos también puedan ser amos de una playa.
- Wain: Otra foca elefante, más pequeño que Bryan. Desafía a Bryan por el título de amo de la playa y es propenso a contradecirlo.
- Noah: Es el líder de los pingüinos. Durante el ataque de las gaviotas les animó a estar unidos.

## Elenco
- Elijah Wood - Mumble
- Pink - Gloria
- Hank Azaria - The Mighty Sven
- Robin Williams - Ramón y Lovelace
- Erik (cantado por Elizabeth Daily)
- Meibh Campbell - Bodicea "Bo" Viola (cantado por Elizabeth Daily)
- Benjamin "Lil P-Nut" Flores, Jr. - Atticus
- Richard Carter - Bryan the Beach Master
- Sofía Vergara - Carmen
- Magda Szubanski - Miss Viola (mamá de Bo)
- Hugo Weaving - Noah the Elder
- Common - Seymour (papá de Atticus)
- Brad Pitt - Will the Krill
- Matt Damon - Bill the Krill
- Carlos Alazraqui - Nestor
- Johnny A. Sánchez - Lombardo
- Lombardo Boyar - Raul
- Jeffrey García - Rinaldo
- Anthony LaPaglia - Alpha Skua
- Danny Mann - Brokebeak
- Lee Perry - Francesco, Wayne the Challenger, Eggbert y Leopard seal
- Jai Sloper y Oscar Beard - Weaner Pups
- Nicole Kidman - Norma Jean
- Hugh Jackman - Memphis

## Desarrollo
Elijah Wood y Robin Williams repitieron sus actuaciones anteriores como Mumble, Ramón, y Lovelace. También se pusieron a trabajar en la película Carlos Alazraqui, Johnny A. Sánchez, Lombardo Boyar y Jeffrey García como Néstor, Lombardo, Raúl, y Rinaldo. Brittany Murphy, que en un principio expresó su interés de representar a Gloria, el amor de Mumble, estaba lista para retomar su papel y comenzar a grabar en el 2010, pero su muerte el 20 de diciembre de 2009 lo hizo imposible. Pink, el reemplazo de Murphy, ha contribuido con una canción; Brad Pitt y Matt Damon interpretaron a dos encantadores kril. Hank Azaria también ha firmado para interpretar a Sven, un personaje nuevo. Elizabeth Daily, quien interpretó al joven Mumble en la película anterior, nos entregará a Erik, el hijo de Mumble, y Sofía Vergara encarna a Carmen, el nuevo interés amoroso de Ramón.

## Banda sonora
La banda sonora de la película fue lanzada por Music WaterTower en CD el 21 de noviembre de 2011 y en iTunes el 15 de noviembre de 2011. A diferencia de la anterior película de las dos versiones del álbum-una de sus canciones y un tanto por su puntuación de las canciones y la banda sonora de John Powell se incluyen en este álbum. Canción de la película el tema "Puente de Luz", se lleva a cabo por Pink, que también presta su voz al personaje de Gloria.

### Lista de temas
| Happy Feet Two: Soundtrack |                                                                              |          |  |
| N.º                        | Título                                                                       | Duración |  |
| 1.                         | «Do Your Thing»                                                              |          |  |
| 2.                         | «The Mighty Sven»                                                            |          |  |
| 3.                         | «Bridge of Light»                                                            |          |  |
| 4.                         | «Papa Oom Mow Mow»                                                           |          |  |
| 5.                         | «Dragostea Din Tei»                                                          |          |  |
| 6.                         | «Erik's Opera» (Basada en la romanza de Giacomo Puccini E lucevan le stelle) |          |  |
| 7.                         | «Rawhide»                                                                    |          |  |
| 8.                         | «Under Pressure/Rhythm Nation»                                               |          |  |
| 9.                         | «Tightrope»                                                                  |          |  |
| 10.                        | «In the Hole»                                                                |          |  |
| 11.                        | «Ramón and the Krill»                                                        |          |  |
| 12.                        | «Lovelace Preshow»                                                           |          |  |
| 13.                        | «Searching for the Kids»                                                     |          |  |
| 14.                        | «The Doomberg Lands»                                                         |          |  |
| 15.                        | «I Don't Back Up...»                                                         |          |  |
| 16.                        | «Trapped in Emperor Land»                                                    |          |  |
| 17.                        | «Skua Attack/Adelie Rescue»                                                  |          |  |
| 18.                        | «Dinner a la Sven»                                                           |          |  |
| 19.                        | «We Are the Champions»                                                       |          |  |
| 20.                        | «Snow Stops Play»                                                            |          |  |
| 21.                        | «No Fly Zone»                                                                |          |  |
| 22.                        | «Krill Joy»                                                                  |          |  |
| 23.                        | «Tappin' to Freedom»                                                         |          |  |

La edición de lujo del álbum contiene una adición de 5 canciones interpretadas por Ozomatli, estas canciones y más también se puede encontrar en la banda sonora para el videojuego, lanzado en iTunes el 8 de noviembre de 2011.

## Recepción

### Taquilla
La realización de la película llevó un presupuesto de 130 millones de dólares y la recaudación alrededor del mundo fue de 150 millones de dólares, siendo un fracaso en la recaudacion sin lograr superar a su antecesora Happy Feet. Esta situación llevó al cierre del estudio de animación Dr. D Studios.

### Crítica
La respuesta de las críticas en Rotten Tomatoes fueron mixtas a negativas y tiene una aprobación del 45% (Podrida) y en la audencia un 60% porque la historia es desorganizada y por demasiado ruidosa e icorerente pero las críticas fueron mixtas por su animación y música y en IMDb tiene una calificación del 5.8/10 las respuestas fueron mixtas y en Metacritic tiene una puntuación de 50 de 100 reseñas mixtas o promedio y en puntuación de los usuarios tiene una puntuación de 5.6 de 10 también reseñas mixtas o promedio.

## Secuela
Debido al cierre de Dr. D Studios por el pobre desempeño en taquilla de la segunda película de Happy Feet, es poco probable que se realice una tercera. George Miller declaró bromeando lo siguiente sobre la posibilidad de realizar una tercera entrega: 

Si me apuntaras una pistola en la cabeza y dijieras: Tienes que inventar una historia de Happy Feet Tree, diría "dispárame"